# 敬文堂

敬文堂（けいぶんどう）は東京都新宿区早稲田鶴巻町に本社を置く出版社。法律学、政治学、経済学等の書籍を中心に出版している。
毎年、日本地方自治学会の年報を発行している。憲法理論研究会、日本財政学会、地方自治総合研究所の叢書が多い点が特色。